# کاچیکاتا
کاچیکاتا (به لاتین: Kachikata) یک روستا در بنگلادش است که در استان باریسال و در ناحیه پیروج‌پور واقع شده است.